# Cristo de Vilanova dos Infantes
El Cristo de Vilanova dos Infantes es una talla románica ubicada en la Iglesia de San Salvador de Vilanova dos Infantes, en Celanova, Orense (Galicia, España).
La imagen, tallada en madera probablemente a finales del siglo XII o tal vez a principios del siglo XIII (algunas fuentes afirman hacia 1220), constituye una de las cuatro estatuas románicas de Cristo crucificado existentes en la provincia, destacando por encima de ellas al ser considerada la más antigua de toda Galicia.

## Historia
En la comarca gallega se conservan muy pocas esculturas románicas de Cristo en la cruz, existiendo a día de hoy en Orense únicamente cuatro: el Cristo de Vilanova dos Infantes, el Cristo de los Desamparados (Catedral de Orense), el Cristo de San Salvador dos Penedos (Allariz) y el Cristo de Santa Eufemia de Ambía (Baños de Molgas). 
Es probable que la talla custodiada en Vilanova dos Infantes proceda del monasterio femenino de Santa Clara, fundado hacia el año 934 por la madre de San Rosendo, Santa Ilduara. Actualmente puede contemplarse en la capilla mayor de la Iglesia de San Salvador, en la pared de la epístola.

## Descripción
La escultura, de 1,85 metros de alto, muestra una imagen a tamaño natural de Cristo en la cruz. Influenciada posiblemente por la escuela del Maestro Mateo y con claros matices bizantinos, la talla presenta a Jesús sujeto a una cruz con forma de tronco de árbol, los pies separados con un clavo cada uno en vez de uno sobre otro y sujetos ambos con el mismo clavo (acorde al ideal realista de los Cristos románicos), y un semblante tranquilo y relajado, con los ojos abiertos y ninguna muestra de dolor, todo ello símbolo del triunfo sobre la muerte. Por su parte, los brazos están colocados de forma casi horizontal y los dedos de las manos aparecen completamente extendidos, destacando las costillas sobre el torso. El manto de pureza se halla anudado en la cadera y cae hasta las rodillas ligeramente flexionadas, mostrando una mayor longitud por la parte posterior. Destaca en esta imagen en particular la ausencia del suppedaneum, donde la práctica totalidad de las figuras románicas de Cristo apoyan los pies.

## Legado
Antiguamente objeto de romerías en su honor, en 2008 el Cristo de Vilanova dos Infantes fue exhibido en La Coruña con motivo de una exposición dedicada a Alfonso IX. Del mismo modo, la imagen fue expuesta en el Museo del Mar de Galicia (Vigo) del 10 de octubre de 2017 al 4 de marzo de 2018, formando parte de la muestra Pergamiño Vindel. Un tesouro en sete cantigas. Según Alfonso Enríquez, párroco de Vilanova, la talla ha sido objeto de numerosas muestras en Orense y Santiago de Compostela a lo largo de 40 años.